# San Antonio Xluch
San Antonio Xluch fue una la localidad actualmente conurbada con la ciudad de Mérida, municipio de Mérida, en Yucatán, México.

## Toponimia
El nombre (San Antonio Xluch) hace referencia a Antonio de Padua y "Xluch" proviene del idioma maya.

## Demografía
Según el censo de 1970 realizado por el INEGI, la población de la localidad era de 34 habitantes. La población actualmente se encuentra conurbada a Mérida.
| 89                          | ? | 58 | 59 | 42 | 17 | 23 | 34 |
| (Fuente: INEGI [Consultar]) |   |    |    |    |    |    |    |

## Galería

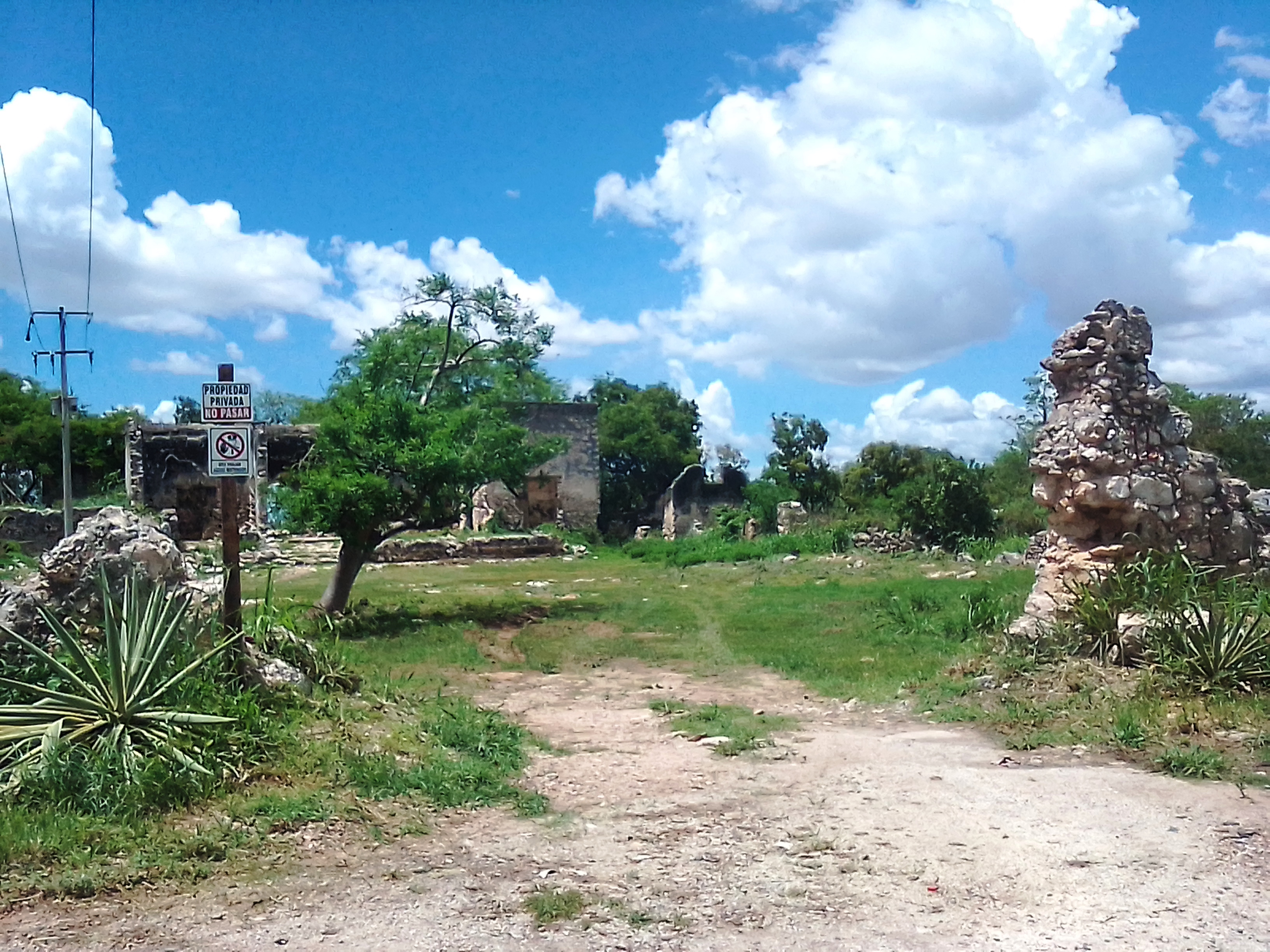
Centro Alborada.
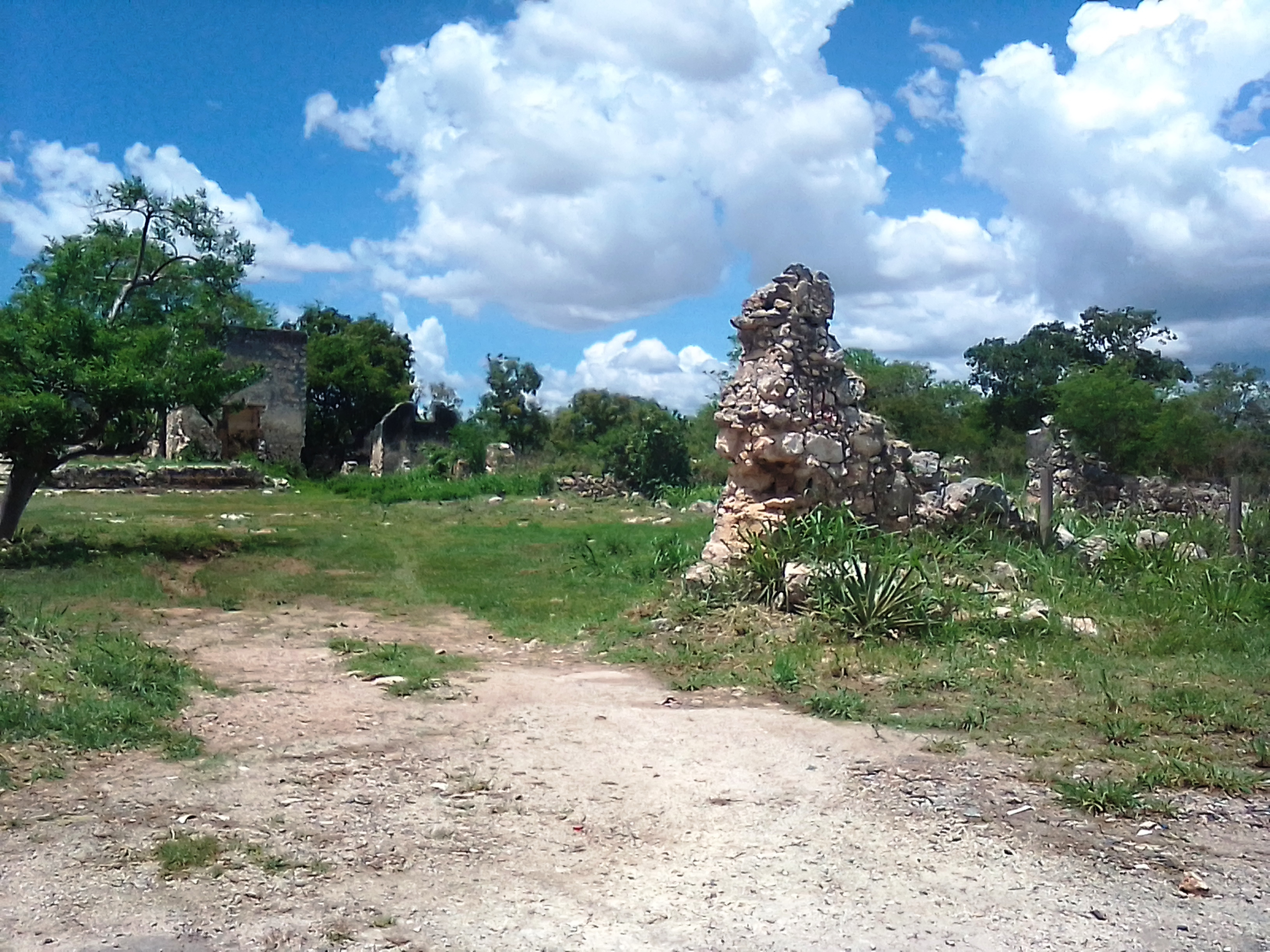
Centro Alborada.